# The Ultimate Diva Collection
The Ultimate Diva Collection — сборник лейбла Verve Records, куда вошли избранные записи шестнадцати джазовых див XX века, которые на каком-то этапе своей карьеры сотрудничали с лейблами, входящими в The Verve Music Group. Сборник ставит перед собой задачу выяснить, кто такая «джазовая дива».
Сборник вышел в рамках серии «The Diva Series», в которой также были выпущены сборники с некоторыми отдельными исполнительницами, включая Эллу Фицджеральд, Сару Воан, Дину Вашингтон, Билли Холидей.

## Отзывы критиков
| Оценки критиков | Оценки критиков |
| Источник        | Оценка          |
| --------------- | --------------- |
| AllMusic        | [ 2 ]           |

Тим Сендра в обзоре для AllMusic заявил, что Verve проделали прекрасную работу по созданию коллекции, которая льётся прохладным, чистым потоком и может быть легко рекомендована всем, кто ищет захватывающее знакомство с джазовым вокалом.
Рецензент PopMatters написал: «Что выделяет этот сборник из общей массы, так это подбор и последовательность музыки. Слишком часто сборники любого рода — жанра, исполнителя, группы — терпят неудачу, потому что они типичны. Подборка невзрачная: фирменные исполнители с их фирменными песнями. Не так уж много хочется иметь сборников с песней Аструд Жилберто „The Girl from Ipanema“, какими бы хорошими они ни были. Это облегчение — не услышать ни одного „Porgy“ на этом альбоме. Когда всё сделано хорошо, последовательность треков заметно важнее, чем выбор. Представленные здесь песни взяты из выступлений, записанных в 1950-х и совсем недавно, в 2001 году, с балансом между жанрами джаза, биг-бэнда, блюза и свинга и силой голоса, от грубых звуков Билли Холидей и Дины Вашингтон до эмоционально насыщенных мелодий Сары Воан и Хелен Меррилл».
Музыкальный критик Уилл Фридуолд указал, что название этой коллекции противоречит тому факту, что по большей части в ней представлены записи джазовых див, чьё мастерство и стили варьируются от приземленного до элегантного, от элементарного до неземного, а исполнение основано на эмоциональной честности, которая, противоречит стереотипным представлениям о выдающихся примадоннах поп-музыки, Бродвея или оперы. По его мнению, первыми джаз-дивами были Билли Холидей и Элла Фицджеральд, которые подготовили почву и доказали, что джазовые исполнительницы могут обладать театральностью и щегольством своих коллег с большой сцены, но в то же время они показали, что джазовым дивам присуща душа, тонкая музыкальность и свобода от излишней сентиментальности.

## Список композиций
1. Элла Фицджеральд — «How High the Moon» (Нэнси Гамильтон, Морган Льюис) — 7:01
2. Сара Воан — «Lullaby of Birdland» (Джордж Ширинг, Джордж Дэвид Вайс) — 3:58
3. Дина Вашингтон — «Teach Me Tonight» (Сэмми Кан, Джин Де Пол) — 2:15
4. Билли Холидей — «Body and Soul» (Фрэнк Эйтон, Джонни Грин, Эдвард Хейман, Роберт Саур) — 6:18
5. Кармен Макрей — «You Took Advantage of Me» (Лоренц Харт, Ричард Роджерс) — 2:35
6. Анита О’Дэй — «Peel Me a Grape» (Дэйв Фришберг) — 3:02
7. Блоссом Дири — «Someone to Watch Over Me» (Джордж Гершвин, Айра Гершвин) — 5:56
8. Нина Симон — «Love Me or Leave Me» (Уолтер Дональдсон, Гас Кан) — 4:04
9. Ширли Хорн — «Come Dance with Me» (Сэмми Кан, Джимми Ван Хьюзен) — 2:49
10. Глория Линн — «I’m Gonna Laugh You Right Out of My Life» (Сай Коулман, Джозеф Маккарти) — 2:54
11. Аструд Жилберту — «Fly Me to the Moon» (Барт Ховард) — 2:20
12. Пегги Ли — «I Don’t Know Enough About You» (Дэйв Барбур, Пегги Ли) — 2:57
13. Этта Джеймс — «A Sunday Kind of Love» (Барбара Белль, Анита Леонард, Луи Прима, Стэн Роудс) — 3:16
14. Натали Коул — «It’s Crazy» (Эл Филдс, Тимми Роджерс) — 2:09
15. Хелен Меррилл — «You’d Be So Nice to Come Home To» (Коул Портер) — 4:17
16. Эрнестин Андерсон — «It Don’t Mean a Thing (If It Ain’t Got That Swing)» (Дюк Эллингтон, Ирвинг Миллс) — 2:15

## Участники записи
- Подбор треков — Кен Друкер
- Супервайзер — Брайан Кониарц
- Мастеринг — Эллен Фиттон (Universal Mastering Studios-East)
- Художественный руководитель — Холлис Кинг
- Разработка серии — Tolleson Design
- Дизайн — Пол Ломбард
- Иллюстрация — Гэри Келли
- Художественное производство — Шернис Смит
- Помощь в разработке продукта — Марк Смит
- Редакция примечаний — Стефани Стайн Криз

## Чарты
| Чарт (2003)                     | Высшая позиция |
| ------------------------------- | -------------- |
| США (Billboard Top Jazz Albums) | 11             |